# La orquídea
La orquídea es una película argentina en blanco y negro dirigida por Ernesto Arancibia sobre el guion de Ulises Petit de Murat según la obra teatral L'Orchidea, de Sem Benelli que se estrenó el 20 de julio de 1951 y que tuvo como protagonistas a Herminia Franco, Santiago Gómez Cou y Laura Hidalgo.

## Sinopsis
Una joven educada bajo los estrictos mandatos de su padre refrena sus instintos sexuales hasta que contrae matrimonio. Su esposo la abandona y le saca la hija de ambos.

## Reparto
- Enrique Chaico ... Don Matías
- Eduardo Cuitiño ... Alberto
- Diana de Córdoba
- Rafael Diserio
- Alfredo Distasio
- Aurelia Ferrer ... Eulalia
- Herminia Franco ... Isabel
- Santiago Gómez Cou ... Claudio Beltrán
- Laura Hidalgo ... Elena Millán
- Robert Le Vigan	... 	El padre
- Paola Loew
- Maruja Lopetegui
- Domingo Mania
- Felisa Mary
- Liana Moabro
- Luis Mora
- Juan Carlos Palma
- Jesús Pampín
- Arsenio Perdiguero
- Julián Pérez Ávila
- Hilda Rey
- Luis Rodrigo
- Daniel Tedeschi
- Amelia Lamarque

## Comentario
La crónica del diario Crítica expresó: 

"Melodrama super elegante en torno a una mujer de fatal hermosura. Cuidada hasta en los menores detalles de vestuario, iluminación, planos, etc., como una verdadera orquídea y vigilada con una preocupación muy notoria, la joven actriz, a pesar de su tono de voz aún inseguro en las escenas dramáticas, cumple una labor de gran responsabilidad con claro sentido de compromiso"

## Premio
Por este filme la Academia de Artes y Ciencias Cinematográficas de la Argentina le otorgó el premio Cóndor Académico a la actuación masculina destacada de 1953 a Santiago Gómez Cou.